# Paragonimus westermani
Paragonimus westermani es una especie de platelminto parásito que infecta a los humanos y a otros mamíferos en China, Japón, Corea, oriente de Rusia, Sudeste Asiático, Nueva Guinea, Indonesia y el Subcontinente Indio. En 2018 se dio el primer caso de muerte por paragonimus westermani en la República Argentina. Sucedió en la ciudad de Córdoba afectando a un hombre de 52 años oriundo de Cruz del Eje. Hasta hoy se desconoce cómo contrajo la enfermedad
La duela adulta mide entre 7,5 y 12 mm de longitud y 4 a 6 mm de ancho. Es de forma ovalada y color marrón rojizo, similar a un grano de café. Es hermafrodita. Sus huevos son ovalados, de color amarillo con una longitud de 68 a 118 µm y un ancho de entre 39 a 67 µm.
Su ciclo de vida incluye el paso por dos hospederos, un caracol y un cangrejo de agua dulce. El consumo del cangrejo crudo o mal cocido permite el paso al organismo humano ya que puede pasar los músculos abdominales y llegar al pulmón, causando paragonimiasis.
Fue descubierto en 1878 en los pulmones de un tigre de Bengala un zoológico de Ámsterdam, por un cuidador de apellido Westerman y descrito por el director del mismo zoológico. Al año siguiente fue observado por primera vez en un pulmón humano por Ringer. Manson pudo establecer el ciclo de vida al investigar la enfermedad contraída por trabajadores japoneses entre 1916 y 1922.